# Antonio Machado
Antonio Machado, plným jménem Antonio Cipriano José María y Francisco de Santa Ana Machado y Ruiz (26. července 1875 – 22. února 1939) byl španělský básník, představitel takzvané Generace 98. Jeho básně jsou neodlučně spjaty s kastilskou krajinou. V anketě Největší Španělé historie z roku 2007 obsadil 23. místo. 

## Život
Narodil se na venkovském statku. Když byl ještě dítě, přestěhovala rodina do Madridu, kde jeho otec získal profesuru. Poté, co otec v roce 1893 náhle zemřel, rodina přišla o finanční zabezpečení. Machado a jeho bratr Manuel se začali věnovat herectví. Kočovali, toulali se a žili mezi bohémy, mezi nimž nechyběli básníci Rubén Darío a Juan Ramón Jiménez. Později spolu s bratrem napsali několik divadelních her a sbírku filozofických úvah Juan de Mairena (1936). 
V roce 1899 bratři odcestovali do Paříže a našli si práci jako překladatelé v nakladatelství Garnier. Během pobytu v Paříži se Machado setkal mj. s Oscarem Wildem. Roku 1902 vydal první sbírku. Prezentoval se básněmi metafyzickými až mystickými, křesťanského ladění. Sám říkal svému stylu "věčná poezie" a jasně se tím vymezoval vůči modernismu.
Poté přijal učitelské místo v Sorii, kde se i oženil. Učil zde francouzštinu až do roku 1911, kdy získal stipendium, které mu umožnilo studovat v Paříži na Sorbonně. Během cesty do Paříže Machadova žena onemocněla tuberkulózou a brzy zemřela. Machado se poté vrátil do Španělska a získal učitelské místo v Andalusii. Roku 1918 konečně dokončil studia literatury na Madridské univerzitě. Poté přijal učitelské místo v Segovii. 
Když ve Španělsku v roce 1936 vypukla občanská válka, Machado, ač jasně na straně republikánských sil, zpočátku zůstával v Madridu. Ale v roce 1939 uprchl se svou matkou do Paříže. Během cesty však dostal zápal plic a zemřel v Collioure, rybářské vesnici na pobřeží Středozemního moře.
Na jeho počest je pojmenována stanice metra v Madridu.

## Hlavní díla
- Soledades (1903)
- Galerías. Otros poemas (1907)
- Campos de Castilla (1912)
- Poesías completas (1917)
- Nuevas canciones (1924)
- Poesías completas (1936)
- Juan de Mairena (1936)

## Fotogalerie

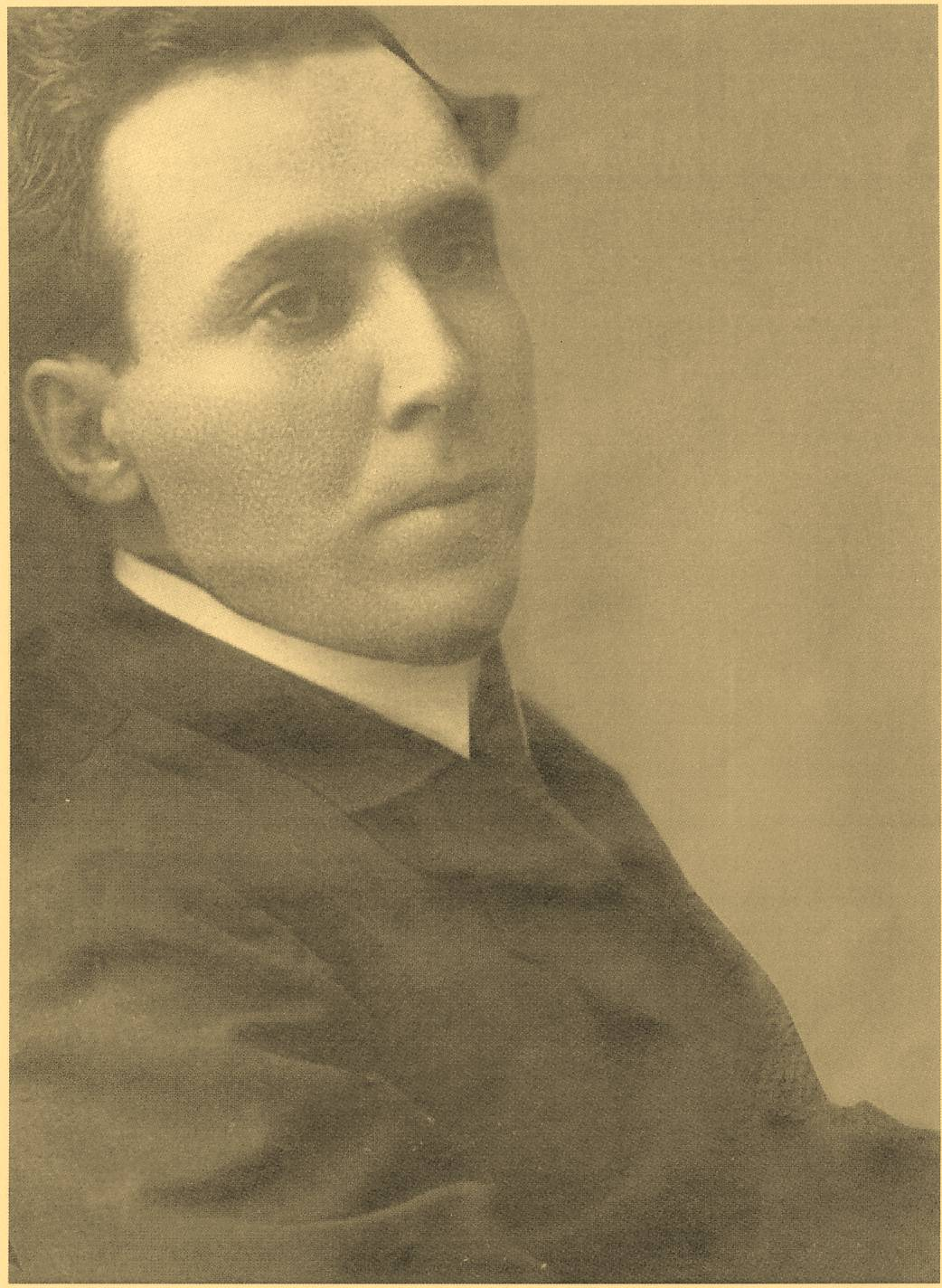
Antonio Machado (1910)
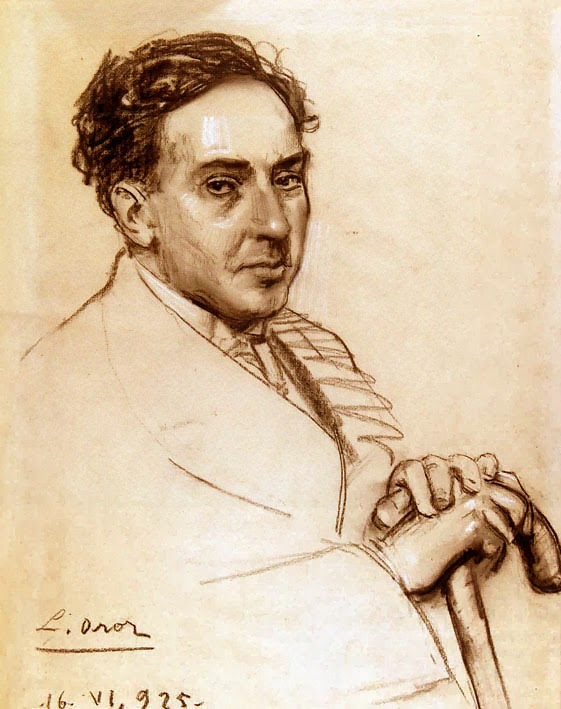
Antonio Machado (1925)
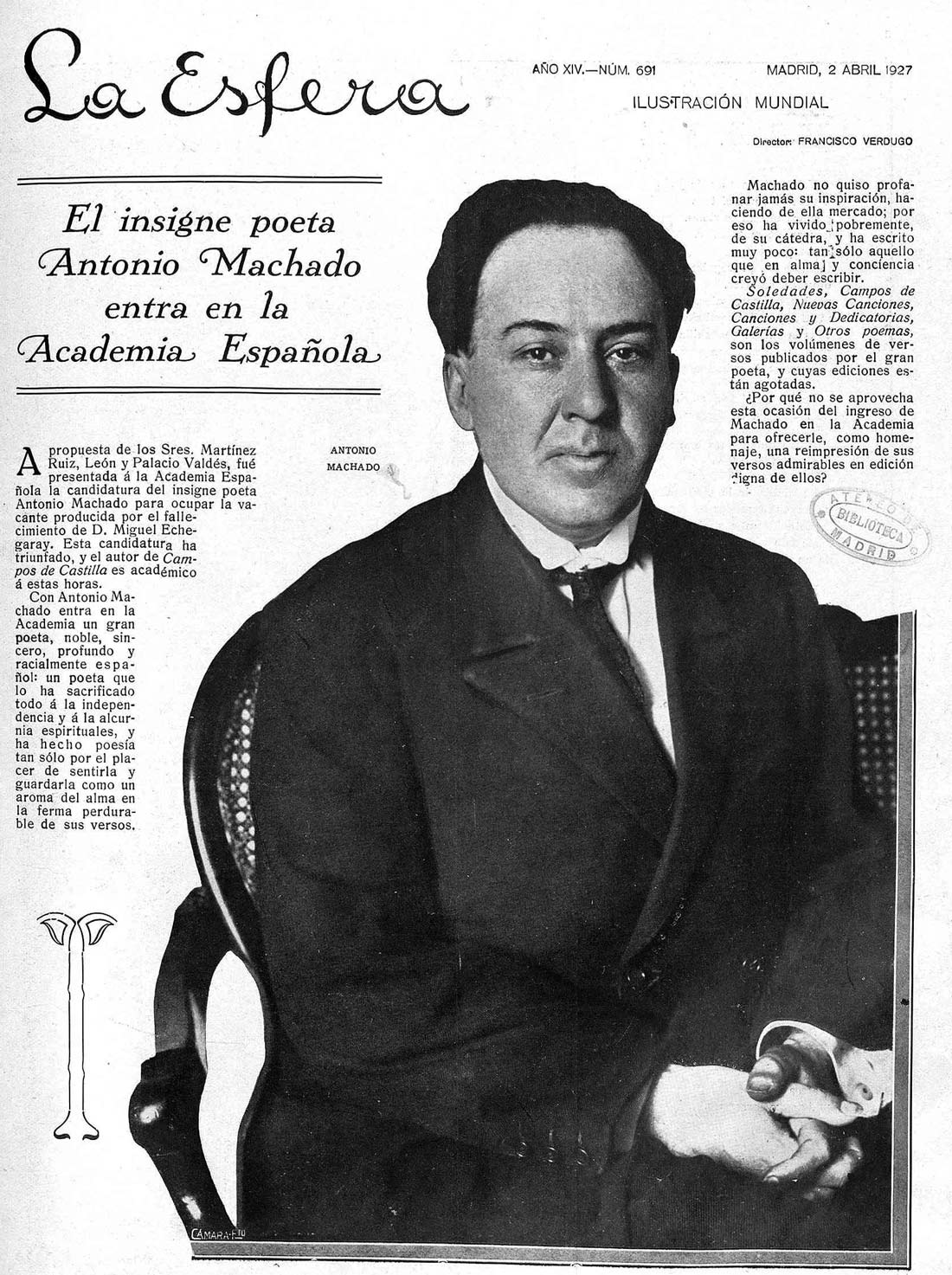
Antonio Machado (1927)
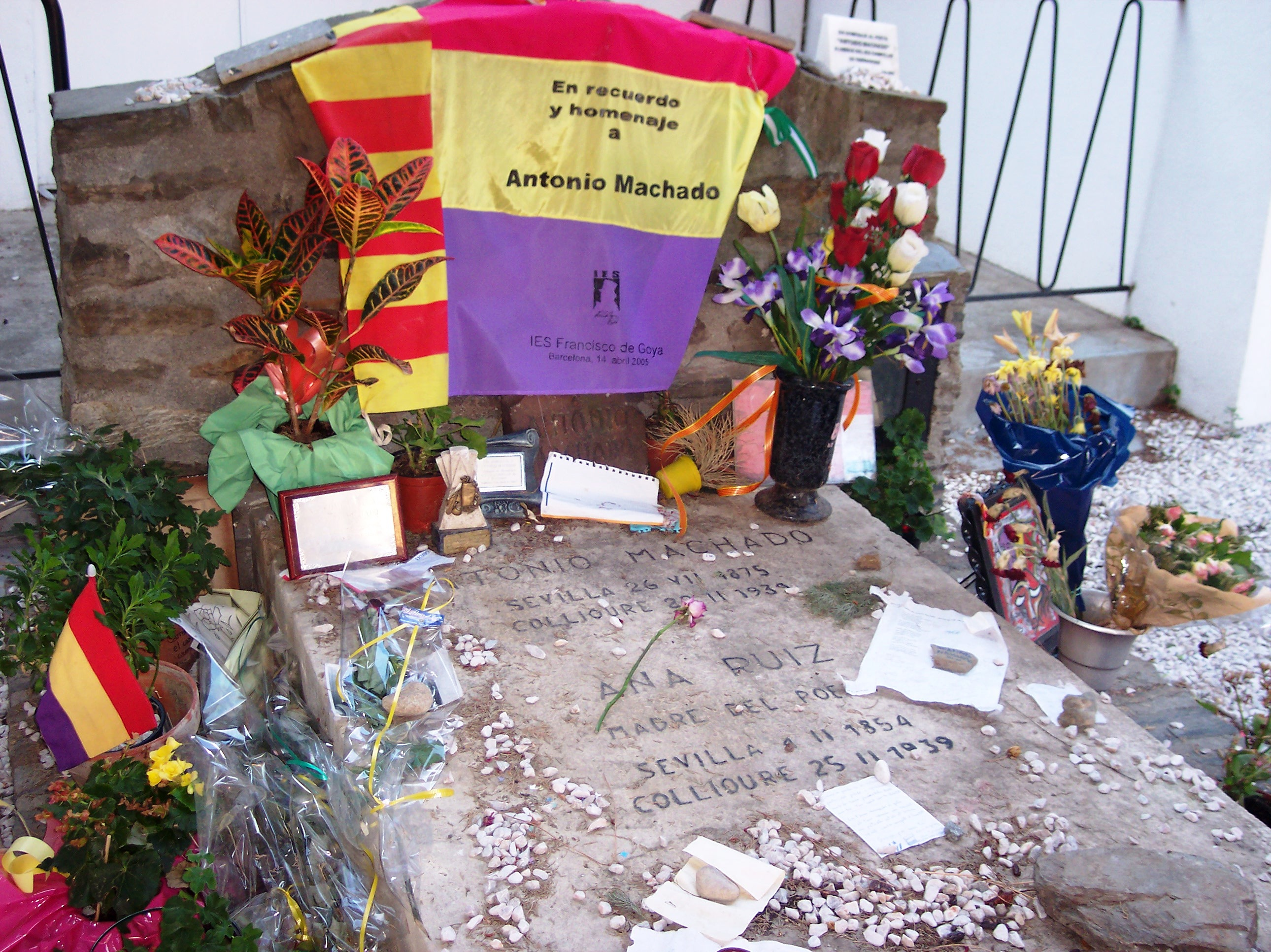
Hrob Antonia Machada ve Francii (Collioure)
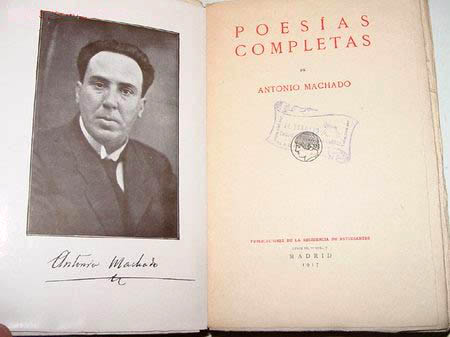
Antonio Machado